# Untermässing
Untermässing ist ein Gemeindeteil der Stadt Greding und eine Gemarkung im Landkreis Roth (Mittelfranken, Bayern). Die Gemarkung Untermässing hat eine Fläche von 7,799 km² und ist in 927 Flurstücke aufgeteilt, die eine durchschnittliche Flurstücksfläche von 8412,85 m² haben.

## Lage
Das Pfarrdorf liegt 7 km nördlich von Greding im Schwarzachtal. Östlich steigt das Gelände zu der Südlichen Frankenalb hin an. Nördlich des Ortes münden der Eichelbach und südlich die Thalach von rechts in die Schwarzach. Von links fließt ihr der in der Ortsmitte verdolt verlaufende Schmiedackerbach zu. Untermässing liegt östlich der Bundesautobahn 9, die nächste Anschlussstelle ist Greding. Das Dorf liegt an der Kreisstraße RH 27, die im Süden des Ortes beginnt und in nördliche Richtung weiter nach Obermässing führt. Aus südlicher Richtung kommt die Staatsstraße 2391, die im Dorf nach Westen abknickt. In östlicher Richtung führt eine Gemeindeverbindungsstraße zur Kreisstraße RH 28. Zwischen Obermässing und Untermässing wurde 2011 ein Radweg gebaut.

## Ortsnamensdeutung
Karl Kugler deutet die Grundform „Mässing“ des Ortsnamens als „das Eigen des Mazzo“.

## Geschichte
Mehrere vorgeschichtliche Grabhügel und eine vorgeschichtliche Abschnittsbefestigung sowie der Burgstall Burschel bei Untermässing gelten als archäologische Geländedenkmäler.
1090 ist „Niedern Messing“ erstmals urkundlich erwähnt. Mit dem Aussterben der Grafen von Hirschberg fiel durch den Gaimersheimer Schiedsspruch vom 19. Oktober 1305 die hohe Gerichtsbarkeit über „Nidermezzingen“ dem Bischof von Eichstätt zu. Die Dorfherrschaft erwarb das Hochstift Eichstätt unter Bischof Gabriel von Eyb (1496–1535) von den Herren von Morspeck/Morsbach. 1334 saß Ulrich von Morspeck auf dem Schloss Niedermässing, 1351 Ulrich von Morsbach, 1439 Ulrich der Morspeck. 1337 stifteten die Gebrüder Konrad und Friedrich von Heideck eine Ewige Messe in Obermässing und gaben dazu unter anderem sechs Jauchert Ackerland zu „Niedermässing“. Laut einer Urkunde von 1430 waren Köbler und Äcker in Untermässing als bayerisches Lehen des Landgerichtes Hirschberg dem Wigileis/Wiguleus Rauscher, einem sulzbürgisch-wolfsteinischen Dienstmannen, verliehen. 1477 stritten sich Hadmar von Absberg und Heinrich von Morsbach zu Buch (= Kraftsbuch) wegen der Errichtung einer Schenkstatt in Untermässing. Als 1488 Bischof Wilhelm von Reichenau die Klosterkaplanei des Klosters Marienstein bei Eichstätt bestätigte, waren unter den Dotationen auch Einkünfte aus einem Hof zu Niedermässing. 1493 stiftete Kilian Harder, Kaplan des Karl von Absberg, eine St. Sebastiansbruderschaft am vierten Altar der Kirche von Untermässing beim Aufgang zur Kanzel. 1518 saß ein Hans Rechler (später: von Rechlerstein) als Richter zu Untermässing. Im Bauernkrieg von 1525 war einer der Anführer der aufständischen Bauern Hans Spieß von Untermässing.
1534 erhielt Haug (2) von Parsberg Untermässing als Heiratsgut seiner Ehefrau Katharina von Trugenhofen (StA Nürnberg). 1541 verkaufte er Schloss und Hofmark zusammen mit Kraftsbuch an das Hochstift Eichstätt unter Bischof Moritz von Hutten (StA Nürnberg). In der Folge wurde Untermässing an Georg Gabriel von Stieber/Stüber verkauft, der um- bzw. neubaute. Dieses „Stieberschlößlein“ kaufte 1579 das Hochstift unter Bischof Martin von Schaumberg wieder auf und vergab es als Lehen nacheinander an Domdekan Gotfried von Wirsberg, Friedrich Eyb zu Eybburg, Melchior Ponschab, Korona Sabina von Roth (1602), die Wildensteiner, Rittmeister Jakob Walz und den Bierbrauer Dengler. Um 1753 erfolgte der Abbruch des Schlosses, letzte Reste wurden 1912 unter Wert abgegeben.
1556 und 1557 mussten für zwei Mordtaten, die in bzw. bei Untermässing verübt wurden, unter anderem steinerne Sühnekreuze errichtet werden. Laut einem Salbuch von 1563 gehörte ein Hof der Domdechantei zu Eichstätt. 1589 kaufte das Hochstift das Dorf; ein Haus wurde 1628 an Hans Ernst von Wildenstein veräußert. Ein Dorfbild um 1600 zeigt zwei Kirchen; von der zweiten ist urkundlich nichts bekannt. Nach dem Volksmund soll sie „bei der Linde“ (Straße nach Höbing) gestanden haben. Im Dreißigjährigen Krieg brannte fast der ganze Ort ab, darunter auch der Pfarrhof. Gemäß einem Bericht des Pfarrers von Obermässing von 1682 war Untermässing zu dieser Zeit „schon zum viertenmal abgebrannt.“
Am Ende des Alten Reiches bestand Untermässing aus 55 Anwesen, die hochgerichtlich und bezüglich der Dorf- und Gemeindeherrschaft dem hochstiftischen Richteramt Greding unterstanden. Das Richteramt Greding war außerdem Grundherr von einem Hof, einer Mühle, acht Gütern und 19 Gütl im Dorf. Dem hochstiftischen Kastenamt Obermässing gehörten in Untermässing ein Hof, zwei Halbhöfe, sechs Köblergüter, sieben Seldengüter und fünf Gütl. Dritter Grundherr war das Eichstätter Domkapitel, es herrschte über vier Untertanen, die in Untermässing auf drei Gütern und einem Haus saßen. Neben diesen Anwesen gehörten zum Dorf die Kirche, der Pfarrhof, das Schul- und Mesnerhaus sowie das Hirtenhaus. 1783 und in weiteren Jahren bewilligte die fürstbischöfliche Hofkammer dem Lehrer (und Mesner) jährlich drei Klafter Holz mit der Auflage, arme Kinder gratis zu unterrichten.
Als im Zuge der Säkularisation in Bayern das Hochstift Eichstätt aufgelöst wurde, kam Untermässing mit dem nunmehr ehemaligen unteren Hochstift 1802 an Großherzog Erzherzog Ferdinand III. von Toskana und 1806 an das Königreich Bayern und dort zum Landgericht Beilngries. Zum 31. Juli 1808 wurde Untermässing mit dem benachbarten, 1489 erstmals genannten Weiler „Weiler“ vereint und 1809 dem Steuerdistrikt Obermässing zugeschlagen. 1811 wurde der Steuerdistrikt in zwei Ruralgemeinden, nämlich Obermässing und Untermässing (mit Weiler), geteilt. Das Gemeindeedikt von 1818 beließ es dabei.
1807 ereignete sich bei Untermässing ein bedeutender Meteoritenfall. Es handelte sich um den einzigen Eisen-Nickel-Meteorit Bayerns. Der fast 80 Kilogramm schwere, erst 1920 entdeckte Brocken ist im Naturhistorischen Museum Nürnberg zu sehen.
1840 gab es im Dorf „1 Brauhaus, 1 Chirurg, 1 Mühle, 1 Wirth, 1 Bäcker, 1 Schreiner, 2 Krämer, 1 Metzger, 1 Schäffler, 1 Schmied, 2 Schneider, 1 Schuster.“ 1857 wurden die Gemeinden Obermässing und Untermässing mit weiteren sechs Gemeinden aus dem Landgericht Beilngries herausgenommen und dem näher liegenden Landgericht Greding zugeordnet. 1875 wurden bei 300 Einwohnern amtlich 16 Pferde und 298 Stück Rindvieh gezählt. 1902 wurde ein neues Schul- und Mesnerhaus erbaut, das heute als Baudenkmal gilt und als Pfarrheim genutzt wird; das alte Schulhaus wurde zur Erweiterung des Friedhofs abgebrochen. Um 1950 hatte die Einwohnerzahl durch den Zuzug von Vertriebenen und Flüchtlingen einen vorübergehenden Höchststand erreicht.
Im Zuge der Gebietsreform in Bayern gliederte sich die Gemeinde Untermässing zum 1. Januar 1972 in die Stadt Greding ein.

### Einwohnerentwicklung
- 1638: 5 Untertanen[32]
- 1830: 253 (59 Haushaltungen) (Weiler: 20 Einwohner in 6 Anwesen)[33]
- 1871: 300 (198 Gebäude)[29]
- 1900: 299 (64 Wohngebäude) (Weiler: 27 Einwohner in 7 Wohngebäude)[34]
- 1938: 344 (mit Weiler)[35]
- 1950: 428 (75 Haushaltungen) (mit Weiler)[33]
- 1961: 366 (79 Wohngebäude)[36]
- 1987: 321 (86 Wohngebäude, 100 Wohnungen)[37]

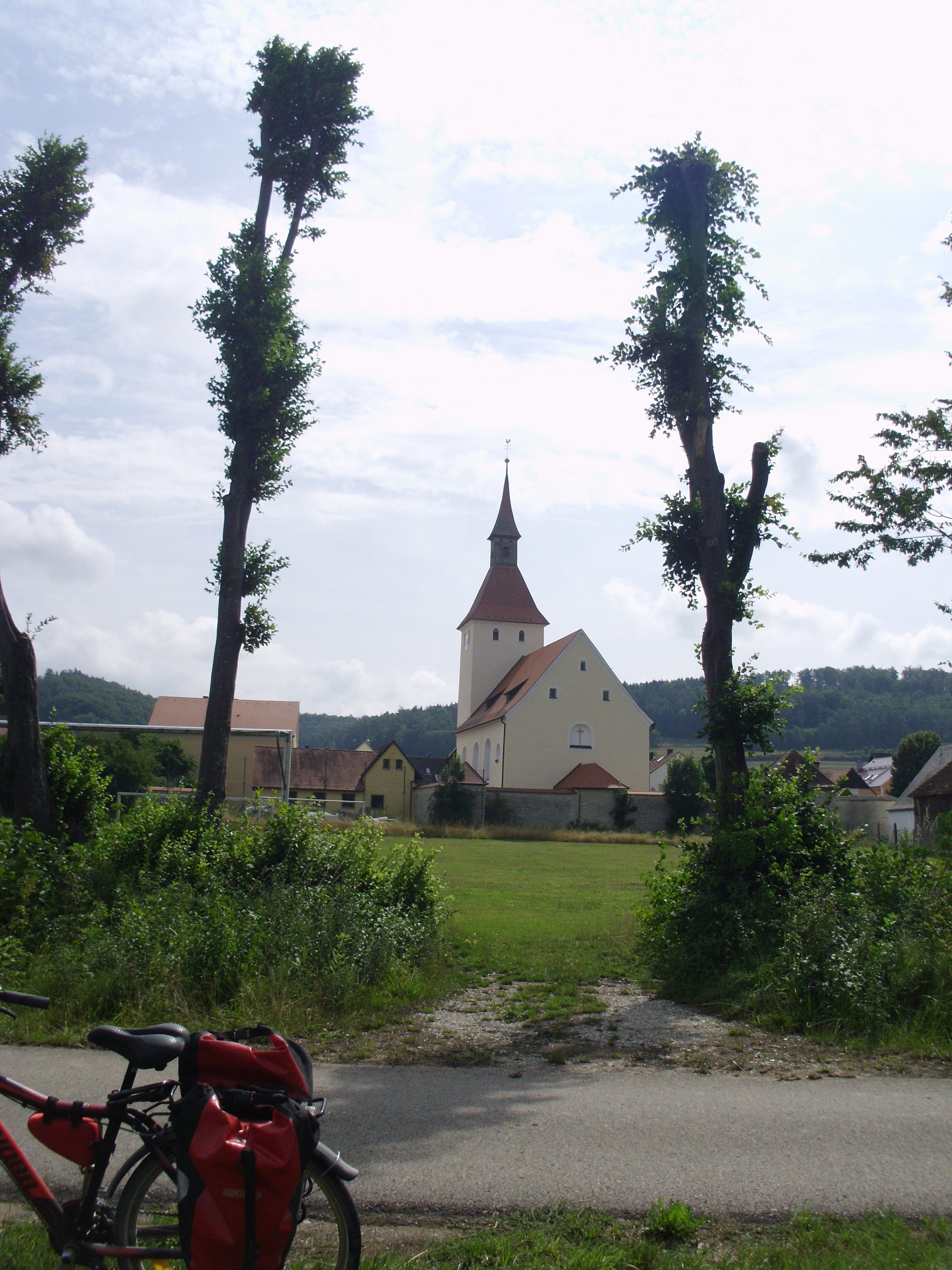
Pfarrkirche St. Leodegar

- 2014: 358[38]

## Katholische Pfarrkirche St. Leodegar
1480 ist die Pfarrei St. Leodegar mit den Filialen Lohen, Offenbau und Österberg erwähnt; das Patronatsrecht hatten die Herren von Absberg inne. 1493 bis 1602 bestand eine St. Sebastiansbruderschaft. 1692 bis 1696 wurde nach Plänen des Baumeisters Jakob Engel von Johann Baptist Camesino aus Obermässing die Kirche der einstigen Kirchenburg Untermässing auf 13 × 10 Meter verlängert, gewölbt und auf den viereckigen Turm aus der Zeit der Romanik ein oktogonales Obergeschoss mit Helm und Laterne gesetzt; die Konsekration erfolgte am 16. September 1696. Der „prächtige Hochaltar“ (Dehio) zeigt eine spätgotische Muttergottesstatue von circa 1500. Ein Kruzifix mit der Schmerzensmutter auf durchbrochenen Akanthus-Ranken wurde 1715/20 geschaffen. 1729 kamen Glocken, gegossen von Laubscher in Ingolstadt, in den Turm; sie wurden 1906 durch zwei neue Glocken von Oberascher in München ersetzt, ergänzt 1924/25 durch eine Bronzeglocke von Hamm in Regensburg. Heute ist das Geläute vierstimmig. Die 1701 errichtete und noch heute bestehende Rosenkranzbruderschaft beschaffte 1738 eine Prachtmonstranz aus Augsburg, die die 15 in Email gearbeiteten Rosenkranzgeheimnisse zeigt. 1791 kam ein Kreuzweg in die Kirche; 1802 wurden zwei Tabernakel für Ochsenfeld und Biesenhard abgegeben. 1922 wurde eine 12-Register-Orgel von Bittner, Eichstätt, auf die unterwölbte Westempore gesetzt, wobei das Gehäuse von 1772 aus dem Willibaldschor des Eichstätter Domes Wiederverwendung fand.
1877 wurde eine Steinsäule mit Marienbild an der Schwarzach-Aue durch eine Kapelle mit einer eisernen Madonna im Strahlenkranz durch den Erbauer Tierarzt Alois Schillinger ersetzt.

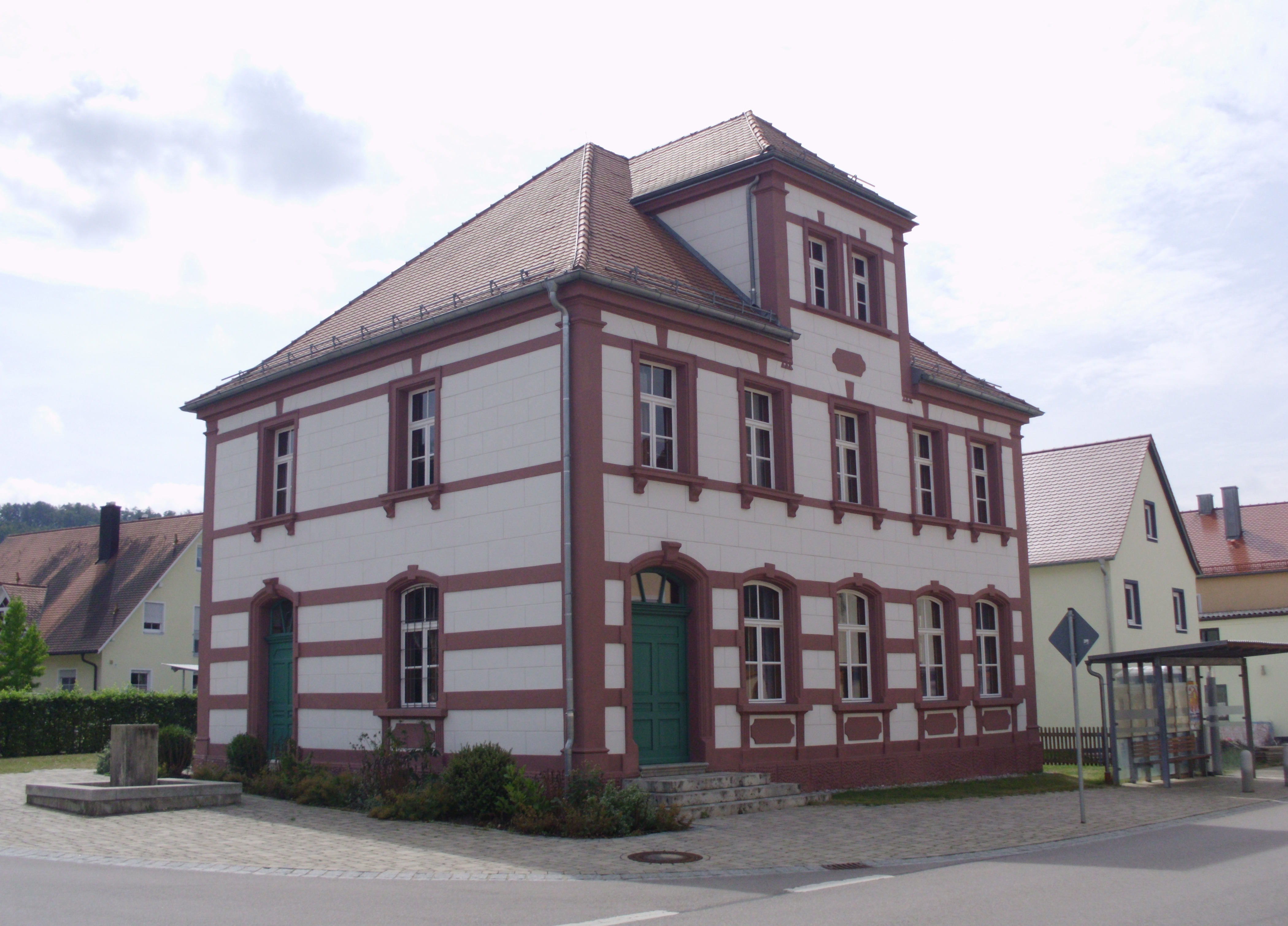
Baudenkmal ehemaliges Schulhaus

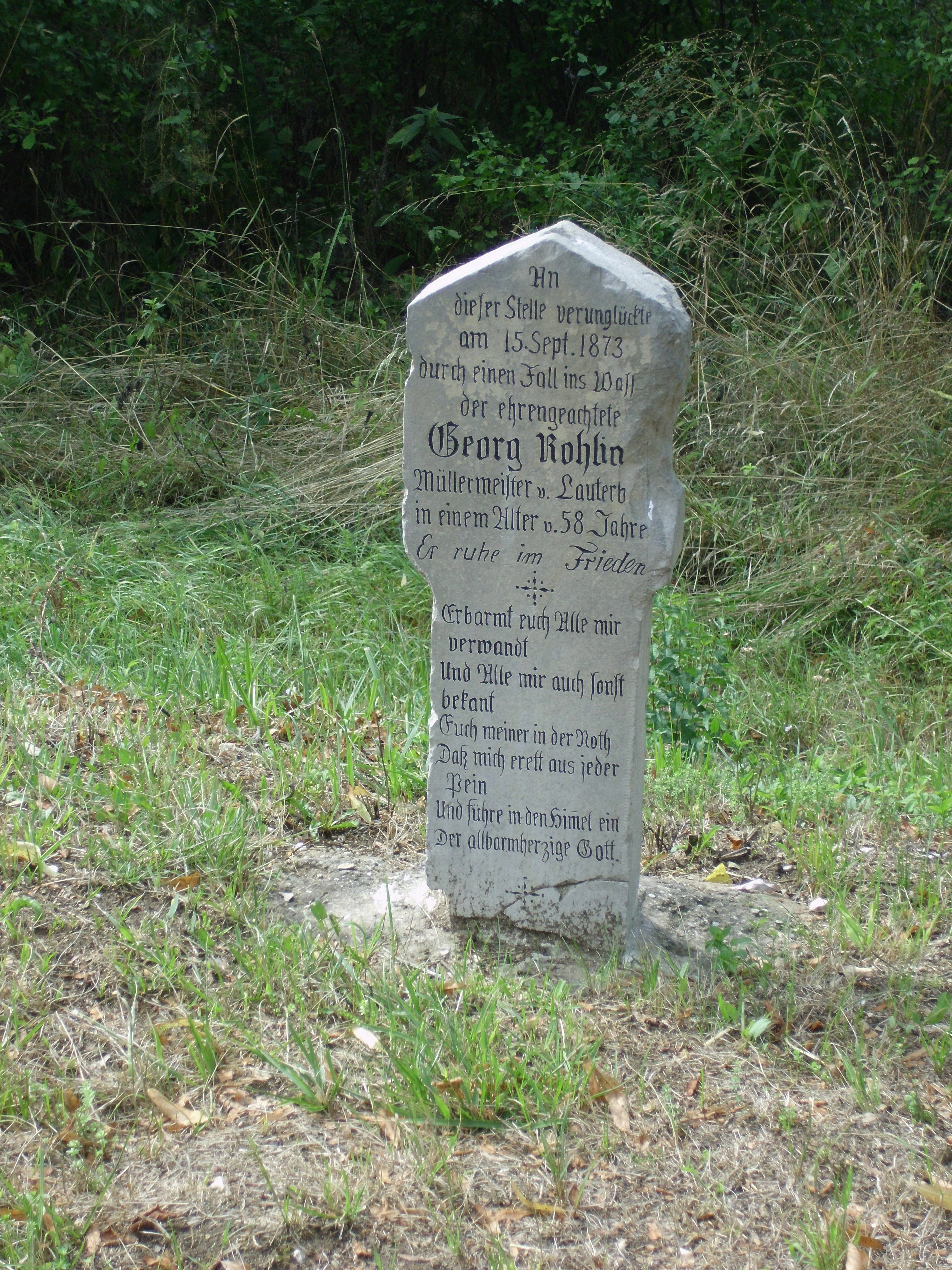
Marterl, an einen Unglücksfall von 1873 erinnernd

## Baudenkmäler
Außer der Pfarrkirche sind als Baudenkmäler die Schillinger-Kapelle, zwei Bildstöcke, der Pfarrhof von 1686, ein ehemaliges Gasthaus, das ehemalige Schulhaus schräg gegenüber von Kirche und Pfarrhaus und ein Bauernhaus ausgewiesen.

## Natur

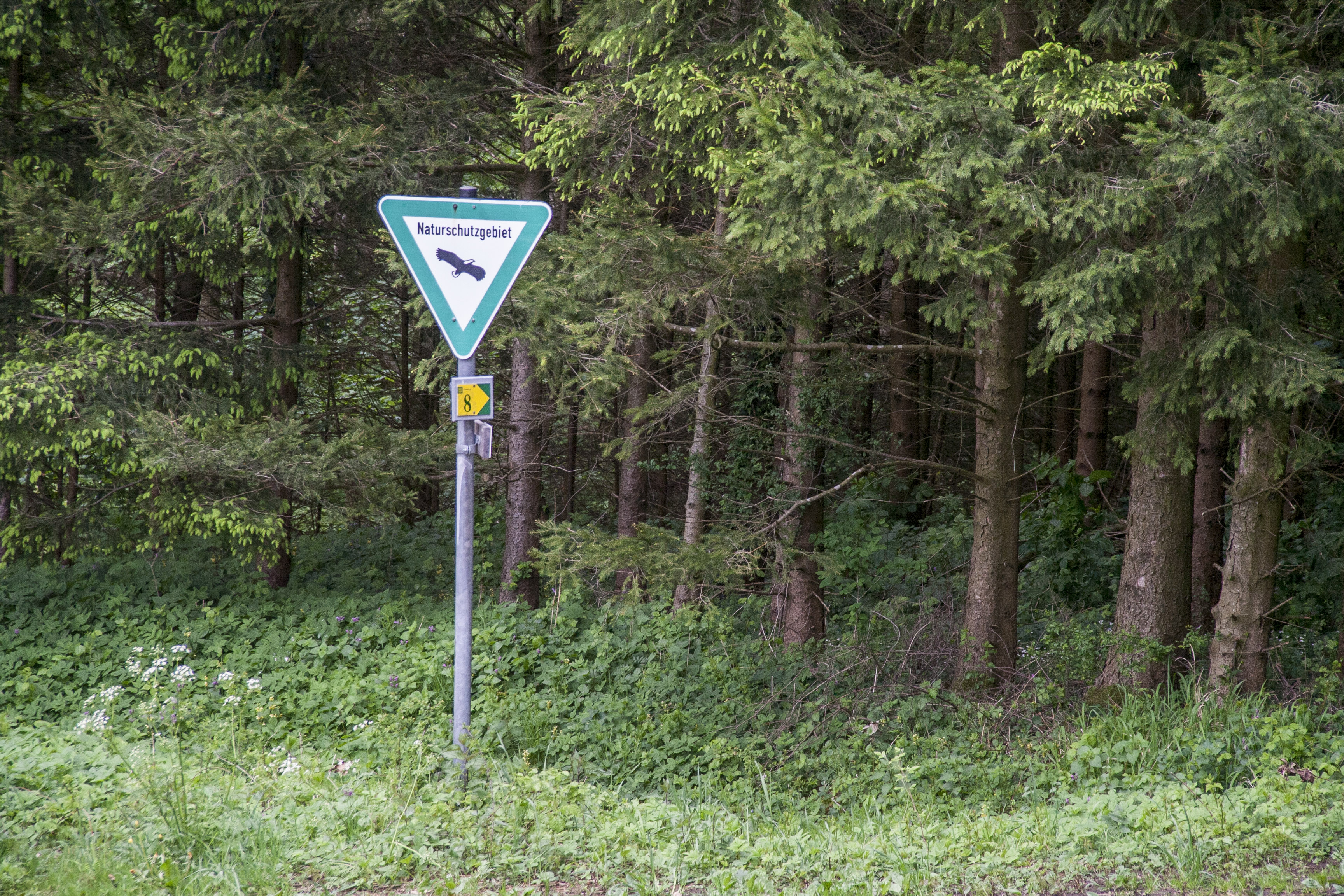
NSG Bach und Schluchtwald

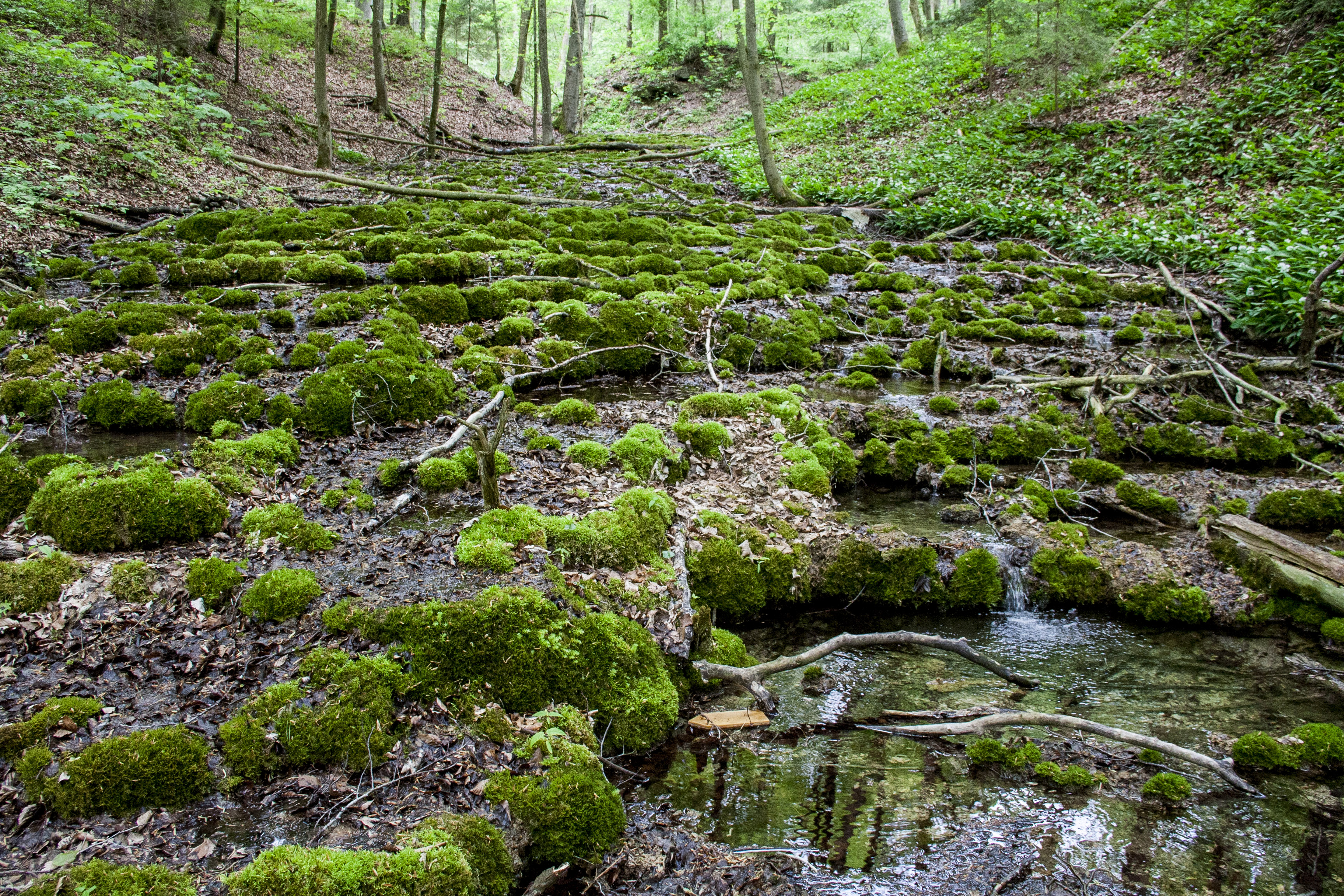
Sinterterrassen Untermässing

Nördlich vom Ort befindet sich das Naturschutzgebiet Bach und Schluchtwald bei Untermässing.
Östlich im sogenannten Heinrichsgraben, der von Untermässing aus in südöstlicher Richtung verläuft, haben sich auf circa 100 Meter Länge des kleinen Schmiedackerbachs Kalksinterterrassen gebildet, die als Geotop Nr. 576R003 und Geschützter Landschaftsbestandteil ausgewiesen sind.

## Wanderweg
Es gibt einen acht Kilometer langen Rundwanderweg Nr. 8, der von Untermässing nach Kleinnottersdorf und zurück führt.

## Vereine
- Freiwillige Feuerwehr Untermässing
- Deutsche Jugendkraft (DJK) Untermässing, Sportverein
- Burschenverein „Edelweiß“ Untermässing
- Katholische Arbeitnehmer-Bewegung (KAB) Untermässing
- Krankenpflegeverein Untermässing
- Krieger- und Soldatenbund Untermässing
- Natur- und Wanderfreunde Obermässing und Untermässing